# L'Aviateur (bande dessinée)
L'Aviateur est une série de bande dessinée française scénarisée par Jean-Charles Kraehn et dessinée par Erik Arnoux et Chrys Millien. Elle met en scène Josef, dit Tanguy-La-Vie-Dure, jeune allemand dans une possession coloniale africaine alors que la première guerre mondiale fait rage. La série est un spin-off de Tramp.

## Synopsis
1952. Sur le point de quitter l’Indochine, Yann Calec, dit Tramp, reçoit trois carnets dans lesquels son ami Tanguy-la-vie-dure a consigné ses mémoires. 
1917. Né en Afrique de l'Est en 1901 sous le nom de Josef Schäfer, d’un père allemand et d’une mère française, il vit dans une région dominée par l’Allemagne. Le jeune Josef a l’habitude d’accompagner son père, Lothar Schäfer, un pasteur qui rend visite aux autres colons disséminés dans la brousse et qui se déplace en avion, un biplan biplace Albatros B.II. À ces occasions, il initie son fils au pilotage. Un jour, c’est le drame. La femme avec laquelle il vient de vivre son premier amour est tuée par son époux jaloux. La vie de Josef bascule : il s’enfuit de chez lui à bord de l'aéroplane, provoque la mort du mari, puis rejoint son oncle, engagé dans l’armée allemande après que son son père a bombardé les troupes anglaises. Son père est ensuite abattu en vol sous les yeux de Josef impuissant. Son oncle et lui sont fait prisonniers jusqu'à l'armistice de 1918.
Le 2e opus débute en 1920. Après la mort de son père et alors que la première guerre mondiale est terminée, Josef a rejoint la France. Malheureusement, la famille pourtant fortunée de sa mère les rejette, elle et ses sept enfants, les traitant de boches. Avec son cadet, Mose, ils sont contraints de travailler à l’usine d’aviation Caudron, à Issy-les-Moulineaux, qui désormais fabrique des tombereaux et des charrettes, pour aider leur maman à subvenir aux besoins de la maisonnée. Josef ne sait pas comment il va pouvoir réaliser son rêve de devenir pilote, n’ayant absolument pas les moyens de s'offrir la coûteuse formation au brevet. Son frère Mose s'en sort bien mieux que lui en vivant de petits boulots pas très clairs avec des fréquentations douteuses et devient une sorte de messager à moto des truands locaux. L’héroïne et la cocaïne commencent à envahir le marché parisien de la drogue. En parallèle, Josef remet en état avec un vieux mécano, Oscar, un Caudron G.3 qui appartient au vicomte De Plessix. La voie de la vertu comme le lui prodiguait son père, mais avec l’assurance de demeurer pauvre pour le restant de ses jours, ne lui convient pas. La situation financière du foyer se dégradant, le jeune homme va sortir de la légalité, en proposant aux petits truands que côtoie son cadet un plan pour améliorer la rentabilité de leur trafic de drogue en acheminant l’héroïne depuis le sud du pays et qui lui permettra également de renouer avec sa passion : piloter un aéroplane. Josef emprunte alors le G3 du vicomte. Il réussit ses vols, s'entiche d'Adèle, une cousine d'Oscar, et passe son brevet de pilote pendant que son frère se bat au couteau avec un truand pour une histoire de fille. Josef décide alors d'arrêter le trafic.
Le chapitre trois de la vie de Josef s’étend sur les années 1924-1926. À cette époque, le jeune pilote poursuit ses cours de pilotage. Malheureusement, les économies qu’il avait pu constituer grâce au juteux trafic de drogue ont rapidement fondu comme neige au soleil. Il écrit à toutes les compagnies aériennes qui pourraient l’employer. Pas de réponse et Adèle sa compagne a du mal à supporter qu’il veuille revoler. Le marché est encombré par tous les anciens pilotes de la grande guerre. Josef travaille donc paisiblement à la ferme avec Adèle. Une pause de courte durée pour celui qui reste obsédé par le projet de devenir pilote professionnel. Lorsqu'il apprend par Oscar qu'un homme organise des démonstrations de voltige aérienne, et qu'il recherche un pilote pour un remplacement, il se porte immédiatement candidat, en mentant un peu sur ses qualifications officielles. Il parcourt alors la France avec les Tigres Volants au grand désespoir d’Adèle. Sauf que le remplacement n’est pas de trois mois. Le pilote qu’il devait remplacer est mort et la place est libre pour une longue durée. Mais un nouvel accident au cirque volant va obliger Josef a retenter sa chance à l’Aéropostale où on s’étonne qu’il n’ait pas reçu les lettres qui le convoquaient à un test. Adèle les a interceptées...Oscar et Josef sont embauchés à l'usine Latécoère de Montaudran; Oscar est pris comme mécanicien, tandis que Josef doit faire ses preuves en commençant par la base : nettoyage des cylindres, puis montage et démontage des moteurs, c'est-à-dire « le royal cambouis » cher à Didier Daurat, le Directeur d'exploitation de la compagnie. Après un apprentissage sévère, il finit par être embauché comme pilote et s’impose par son courage et son sérieux. Mais Oscar ne supporte pas qu’il rende sa cousine malheureuse. Il va accomplir des missions périlleuses et traverser la Méditerranée pour aller au Maroc puis le long de la côte africaine, entre le Maroc et Dakar. Les pilotes sont hébergés par des forces espagnoles (temps des colonies) et des habitants du désert qui ne sont pas toujours très accommodants. Après de multiples péripéties, il retrouve Adèle à Casablanca où il découvre qu'il est le père d'un petit Eugène et finit enfin par l'épouser début 2026.

## Personnages
- Josef Schäfer dit Tanguy-la-vie-dure : pilote baroudeur apparu dans le tome 9 de Tramp, Le Trésor du Tonkin. Il est initié au pilotage par son père en 1917 en Afrique de l'Est. Il est prêt à pleinement participer aux efforts de guerre pour défendre l’empire colonial allemand, alors que la première guerre mondiale s’achève. De retour en France, il veut s’engager dans l’aviation mais ses exploits africains le poursuivent et, de plus, il est ancien sujet allemand. Surnommé le Boche, le jeune homme n'a pas d'autre choix que de travailler comme ouvrier aux Ateliers Caudron pour pouvoir vivre. Après des péripéties dans un cirque volant qui accomplit des acrobaties aériennes très dangereuses, il retrouve l'Afrique en participant à la naissance de l’Aéropostale.
- Lothar Schäfer : son père médecin pasteur allemand missionnaire en Tanzanie, marié à une Française, et aux principes austères et à la discipline de fer et qui se déplace en biplan biplace Albatros B.II.
- Mose : frère cadet de Josef, frondeur, téméraire et sensible, qui s’entiche de Rosa, une titi parisienne peu recommandable, et qui fréquente une bande de petits truands.
- Oscar : un vieux mécano avec qui il se lie d'amitié chez l'avionneur Caudron.
- Adèle : cousine d'Oscar, qui met à disposition son champ à Brétigny-sur-Orge pour servir d'aérodrome et qui deviendra la petite amie de Josef puis sa femme.
- Yann Calec : il reçoit, avant de quitter l'Indochine, trois carnets dans lesquels son ami Tanguy-la-vie-dure a consigné ses mémoires, son histoire personnelle qui remonte au début du XXe siècle.

## Albums
- 1. L'envol[1],[2], Dargaud, France, 20 mai 2016
Scénario : Jean-Charles Kraehn - Dessin : Erik Arnoux et Chrys Millien - Couleurs : Patricia Jambers - (ISBN 978-2-205-07380-5)
- 2. L'apprentissage[3],[4], Dargaud, France, 10 février 2017
Scénario : Jean-Charles Kraehn - Dessin : Chrys Millien - Couleurs : Patricia Jambers - (ISBN 978-2-205-07635-6)
- 3. Les courriers du désert[5], Dargaud, France, 12 octobre 2018
Scénario : Jean-Charles Kraehn - Dessin : Chrys Millien - Couleurs : Patricia Jambers - (ISBN 978-2-205-07814-5)

## Auteurs
Jean-Charles Kraehn est scénariste et dessinateur de bande dessinée français. En 1984, il débute en tant que dessinateur, la série médiévale Les Aigles décapitées sur un scénario de Patrice Pellerin. En 1989, il lance Bout d'Homme sur fond de légendes bretonnes. Il écrit également depuis 1993, la série Tramp, autour de Yann Calec, jeune officier de la marine marchande, avec le dessinateur Patrick Jusseaume puis Roberto Zaghi (série en cours). Il débute en 1996 les aventures de Gil Saint-André seul, puis avec Sylvain Vallée au dessin (série également en cours).
Erik Arnoux est également scénariste et dessinateur de bande dessinée français. Il a collaboré sur quelques tomes de la série Les Aigles décapitées au début des années 2000. Il lance Witness 4 une série d’anticipation dessinée par Chrys Millien. En 2008, il scénarise les deux tomes du diptyque Ava Dream avec Alain Queireix au dessin. En 2011, il poursuit sa collaboration avec Chrys Millien sur Poker Face avant de se consacrer à la série Sara Lone, entre 2013 et 2019, dessinée par l’auteur catalan David Morancho.
Chrys Millien est dessinateur de bande dessinée français. Il a notamment œuvré sur Witness 4 (scénario d’Erik Arnoux), Poker Face (scénario de Jean-Louis Fonteneau) et Gil Saint-André. Il a participé aux incontournables de la littérature en BD en adaptant Le Tour du monde en 80 jours de Jules Verne. En 2009, il met en images Dumarest, l'aventurier des étoiles, une histoire écrite par Richard D. Nolane. Depuis 2021 et le tome 40 (L’œil du Minotaure), il a repris le flambeau du dessin de la série Alix.

## Analyse
L’Aviateur raconte la vie, et dans le premier tome, la jeunesse d’un personnage secondaire mais attachant de Tramp, Tanguy-la-vie-dure, un pilote d'avion baroudeur,. Calec, jeune officier de la marine marchande, rencontre en Indochine, au début des années cinquante, ce pilote aventurier qui plus tard lui fait parvenir ses carnets de souvenirs. Cette série permet au lecteur de découvrir, en début de série, une partie méconnue de la guerre de 14 avec les colonies que l’Allemagne avait en Afrique de l'Est.
D'après Cases d'Histoire, spécialisé dans la bande dessinée historique, le 1er album de la série aborde la situation militaire en Afrique orientale allemande en 1917 « en prenant pour toile de fond les combats dans cette partie du monde et en soulignant le rôle de plus en plus important des forces aériennes ».
Chaque tome de la série est un récit complet',, où le lecteur découvre à chaque fois, un pan de la vie de Josef, alias Tanguy-la-vie-dure mais aussi un avion différent à chaque fois par album : un Albatros B.II pour le premier, un Caudron G.3 pour le second et ensuite le Breguet XIV pendant l’épopée de l’Aéropostale en Amérique du Sud.
Le site d'information de France Télévisions, francetvinfo.fr, évoque une BD pour s'envoler avec l'Aéropostale vers le Maroc et souligne « la somme d’informations données sur la naissance de cette aviation commerciale. Les auteurs se sont profondément documentés sur la naissance de la ligne aérienne, son fonctionnement, son matériel, ses escales, les termes employés et même certains personnages qui ont vraiment existé comme Didier Daurat, l'intraitable directeur d'exploitation de Latécoère chargé du recrutement des pilotes obligés d'effectuer le "royal cambouis", c’est-à-dire rester au sol pour effectuer la maintenance des avions ».

## Accueil critique
Le quotidien régional L'Est républicain évoque, pour le tome 1, un « décor à couper le souffle » et « des tableaux d’un classicisme précis et habité, en particulier dans la composition des scènes de conflits ».
Le site bédéphile Une case en plus évoque un « premier album superbement mis en image par Erik Arnoux et Chrys Millien. Les paysages et décors africains sont magnifiques, et les personnages, dotés de caractères forts, sont intéressants et expressifs. ». 
Un autre site bédéphile, Actua BD, souligne la mise en couleurs de Patricia Jambers qui « rend parfaitement la lumière et les ambiances de ces contrées »,. Le site s'enthousiasme lors de la sortie du 3e tome en parlant de « petit joyau d’aventure ».
Sur le site bédéphile Auracan , le tome 1 présente une « solide narration classique avec des personnages expressifs et bien campés ainsi que des paysages grandioses dévoilant une belle histoire romanesque à grand spectacle ».
Le blog Ligne Claire de Jean-Laurent Truc est plus mitigé concernant le tome 2 en indiquant qu'il « manque un peu de force et que cet épisode se cherche trop et finit à la va-vite ». Le site Auracan confirme en citant que « le récit perd une part du souffle romanesque qui animait l'album précédent » tout en soulignant cependant « une reconstitution historique soignée et précise avec des décors particulièrement travaillés ». Pour le tome 3, Ligne Claire ne s'enthousiasme guère plus en indiquant « un récit qui bouge, nerveux bien que parfois un peu long sur certaines séquences ».